# Ricardo Bell
Richard Bell Guest (Londres, Regne Unit, 10 de gener de 1858 - New York, 12 de març de 1911) (conegut també com a Ricardo Bell) va ser un clown anglès, que va tenir èxit a Mèxic a finals del segle xix i principis del XX. Després de triomfar en el famós Circ Orrín i convertir-se en l'intèrpret més famós del seu gènere al país, va fundar el seu propi Gran Circ Ricardo Bell. El poeta Juan de Dios Peza va escriure en el diari de l'època El Monitor Republicano sobre Bell "és més popular que el pulque".

## Biografia
Va debutar a Lió als dos anys, i va recórrer posteriorment moltes ciutats a Europa. Va debutar a Mèxic el 17 d'octubre de 1869 en el Circ Chiarin. Va conèixer a la seva esposa Francisca Peyrés, a Santiago de Xile, ciutat de la qual es van mudar a la capital de Mèxic contractat Bell pel Circ Orrín. En aquest país, en aquells temps, la majoria d'artistes de circ eren estrangers.
Va tornar a Mèxic el 1881. A causa del seu talent va triomfar ràpidament convertint-se en l'atracció principal en el Circ Orrín, arribant a ser el seu soci. Bell era un clown anglès, que va canviar l'estètica usual del pallasso blanc conegut a Mèxic per un més cridaner basat en el model del pierrot, que a Mèxic va ser anomenat "huacaro".
En 1906 el govern del president Porfirio Díaz li va cedir els terrenys de l'antic Hospici de Pobres de l'Avinguda Juárez davant de l'Alameda Central, terrenys que van ocupar l'Hotel del Prat i des de 2004 l'Hotel Hilton Mèxic City Reforma. En aquest espai Bell va instal·lar el Gran Circ Ricardo Bell, on actuaven els seus tretze fills. Les cròniques i notes periodístiques de l'època constaten amb detall l'èxit i la connexió que tenia Bell amb el seu públic.
El 3 de gener de 1911 va marxar amb la seva família cap al seu Regne Unit natal, però van haver de fer una escala a Nova York. Aquí va haver de romandre per la defunció del seu germà Jerry. En aquesta ciutat va rebre notícies de com la seva casa havia estat ocupada per revolucionaris. Va morir el 12 de març de 1911 i va ser enterrat en aquesta ciutat.
A la ciutat de Mineral del Monte, Hidalgo, existeix en el panteó britànic una tomba d'un miner homònim al clown anglès, per la qual cosa la gent de la localitat creu erròniament que l'artista va ser enterrat en aquest lloc.